# Беггрова-Гартман, Ольга Фёдоровна
Ольга Фёдоровна Беггрова-Гартман  (29 октября 1862, Гейдельберг, Великое герцогство Баден – 1922, Мюнхен, Веймарская республика) — русско-немецкая художница.

## Биография
Родилась в 1862 году в Гейдельберге, Великое герцогство Баден. Её отцом был пианист Фёдор Иванович (Теодор) Беггров (1835—1885), а дедом — гравёр Иван Петрович (Иоганн) Беггров (1793—1877), сын остзейского немца, рижского часовщика.
Училась в Академии художеств Штутгарта под руководством Фердинанда Келлера. Вышла замуж за немецкого художника Карла Гартмана (1861—1927). Жила с мужем попеременно в Германии и в России, в Санкт-Петербурге.
Беггрова-Гартман писала натюрморты, не отличавшиеся изяществом композиции, и сусальные жанровые сценки, изображающие детей и мифологических персонажей (в частности, фей). Стала одной из семи русских женщин-художниц (наряду с Анной Имеретинской, Еленой Поленовой, Софьей Юнкер-Крамской и др.), чьи картины были отобраны для экспонирования на Всемирной выставке 1893 года в Чикаго.
Скончалась в 1922 году в Мюнхене.

## Галерея

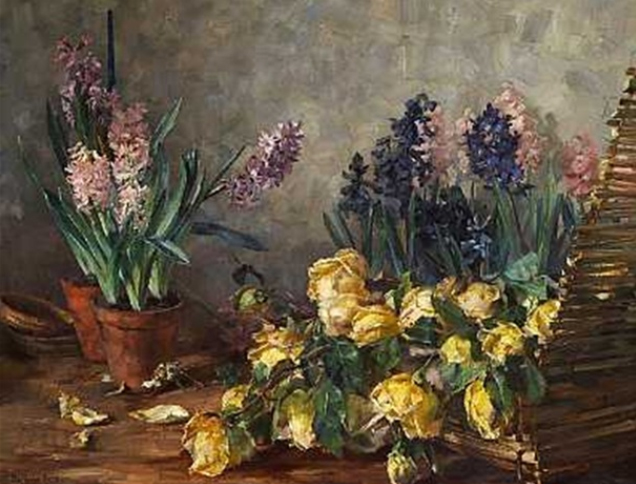
Натюрморт с гиацинтами и розами
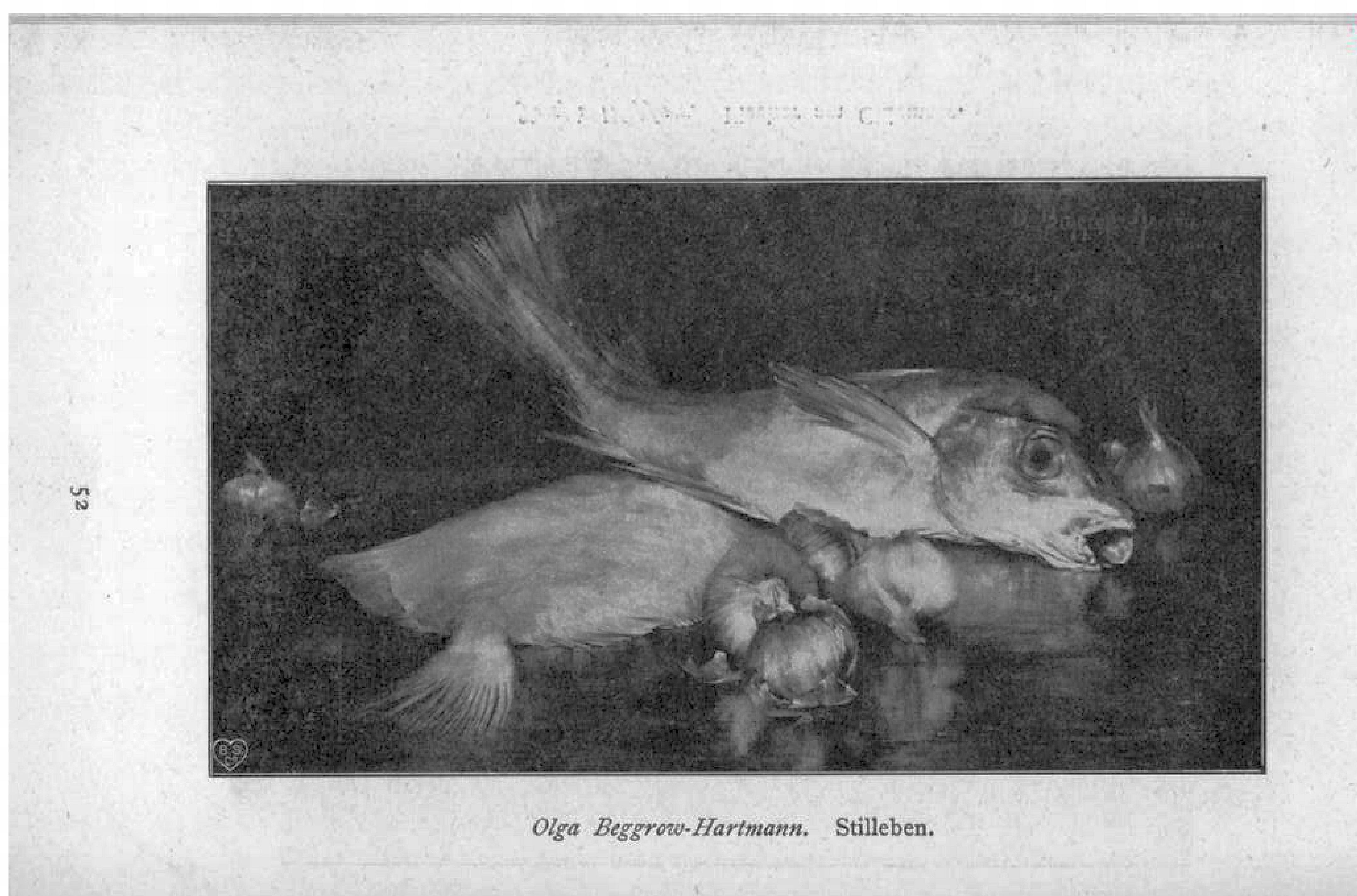
Натюрморт с рыбой
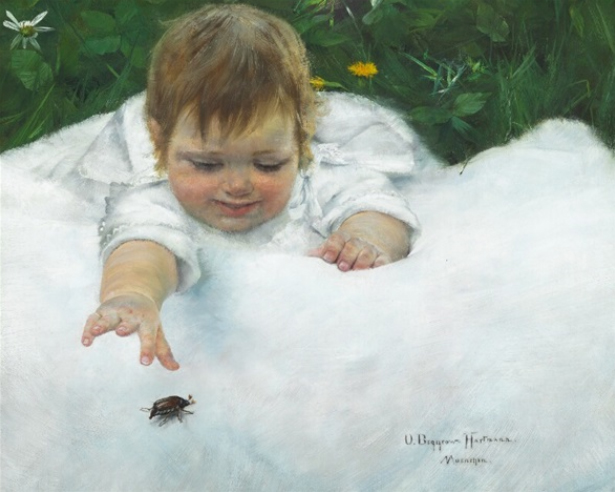
Ребёнок, играющий с жуком, 1889
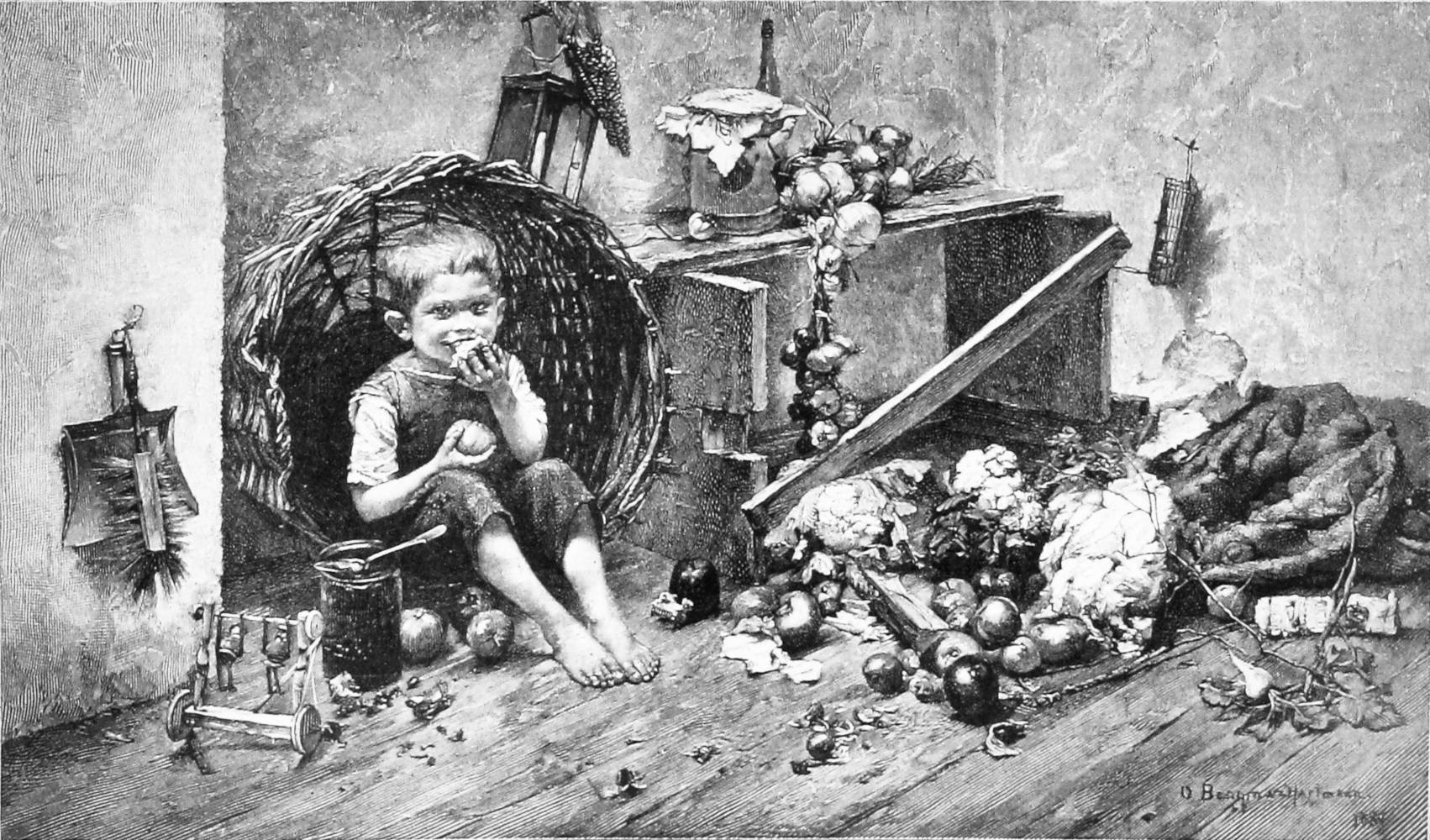
Ребёнок в кладовой, 1890